# Зетцин
Зетцин (нім. Setzin) — громада в Німеччині, розташована в землі Мекленбург-Передня Померанія. Входить до складу району Людвігслуст-Пархім. Складова частина об'єднання громад Гагенов-Ланд.
Площа — 20,60 км2. Населення становить Невірний параметр metadata 13 076 123 ос. (станом на 31 грудня 2020).